# Mikroregion Colorado do Oeste

Mikroregion Colorado do Oeste

Mikroregion Colorado do Oeste – mikroregion w brazylijskim stanie Rondônia należący do mezoregionu Leste Rondoniense. Ma powierzchnię 14.826,7 km²

## Gminy
- Cabixi
- Cerejeiras
- Colorado do Oeste
- Corumbiara
- Pimenteiras do Oeste